# Schlageter
Schlageter is een toneelstuk van de nazistische auteur Hanns Johst, voor het eerst in 1933 opgevoerd in het toenmalige Preußische Staatstheater ter gelegenheid van de verjaardag van Adolf Hitler, aan wie het stuk ook is opgedragen. Het was Johsts laatste toneelstuk en tevens zijn grootste literaire succes.
In dit stuk interpreteert Hanns Johst de partizanenacties van Albert Leo Schlageter tijdens de Ruhrbezetting door Frankrijk in 1923 als een daad van nationaal verzet, die de terechtgestelde figuur van Schlageter de status van martelaar verlenen. De hoofdrol werd vertolkt door Lothar Müthel; de latere filmregisseur Veit Harlan speelde Schlageters kameraad Thiemann en diens zuster Alexandra werd gespeeld door Emmy Sonnemann, de verloofde van Hermann Göring. Over Sonnemanns acteerprestaties waren de recensenten negatief.
Hitler zelf was niet bij de première aanwezig, maar onder anderen Joseph Goebbels, Franz von Papen en Alfred Rosenberg daagden op. Johst was na de nazistische machtsovername chef-dramaturg van het staatstheater geworden en speelde nu een actieve rol in het proces van de Gleichschaltung: de kunst diende de staat en de sterke leider te dienen; fascisme diende men te aanvaarden. Ofschoon Johst aanvankelijk een individualistische expressionist was geweest, had theater in zijn ogen voortaan een politiek doel, namelijk het bevorderen van nationale gevoelens. In deze optiek was de klassenstrijd verleden tijd en bestond de toekomst uit volksgemeenschap, zoals het personage August Schneider expliciet verwoordt. Aan het eind van het toneelstuk werd het publiek door enkele figuranten discreet aangemoedigd om Das Lied der Deutschen en het Horst Wessellied te zingen, hetgeen uit de loonlijsten voor de acteurs blijkt. De meeste recensies interpreteerden dit zingen echter als een spontane uitbarsting van 'volksgemeenschap'.

## Samenvatting

### Eerste bedrijf
In de vroege jaren twintig zitten Leo Schlageter en Friedrich Thiemann in een kamertje en studeren voor hun aanstaande examen economie. Thiemann vindt dit alles vreselijk saai en haalt liever herinneringen op aan zijn avonturen tijdens de Eerste Wereldoorlog. Zijn zus Alexandra komt binnen en Leo heeft algauw een oogje op haar. Andere oude kameraden van Schlageter zijn Übernitz, Hausser, Redwitz, Wittig en Gornow, die allen op hun eigen manier aan de oorlog hebben bijgedragen en zich heden ten dage stierlijk vervelen als gewone burgers van de Weimarrepubliek. Übernitz deelt Schlageter mede dat 'de Fransozen' (die Schangels) het Ruhrgebied willen bezetten. Hij wil meteen in het verzet gaan en heeft alvast vierhonderd pond ecrasiet bemachtigd. Schlageter is daarentegen van mening dat het nieuwe Duitsland weliswaar niet ideaal is, maar dat ze zich ernaar te schikken hebben. Politiek activisme naar het buitenland toe is zinloos zolang de zaken binnen Duitsland zelf er zo erbarmelijk aan toe zijn: „Wat is het onderscheid tussen moordenaars en helden?... Wij waren soldaten en we verworden tot struikrovers!!”

### Tweede bedrijf
De sullige Schneider is de president van de nieuwe Duitse republiek. Als oude socialist voelt hij zich onwennig in die functie, nu hij met het grootkapitaal in de vorm van allerhande bankiers en industriëlen moet onderhandelen. Hij houdt een monoloog in zijn Berlijnse werkkamer wanneer Klemm binnentreedt, een sluwe vos en gewezen partijkameraad van Schneider die tot een overtuigde kapitalist is uitgegroeid. Ofschoon dit niet uitdrukkelijk vermeld wordt, zou Klemm best weleens een Jood kunnen zijn. Schneiders zoon August is lid van een Burschenschaft en Klemm zet president Schneider onder druk: August moet de namen van dissidente personen doorgeven die heimwee naar het oude regime koesteren. Een oude generaal die uitsluitend als 'Excellentie X' bekend wil staan betreedt het bureau en heeft Schlageter meegebracht. Hij wil de president overreden tot militaire actie tegen de Franse bezetting. Schneider hecht evenwel te zeer aan de verstandhouding met Frankrijk en wil 'passief verzet' handhaven. Onder vier ogen vertrouwt de generaal Schlageter toe dat ook hij liever een tegenaanval zou hebben. De reden waarom Schlageter überhaupt toenadering tot de generaal zocht, is dat hij een officieel bevel wilde om in het bezette gebied naar binnen te marcheren: „Is het niet juist noodzakelijk dat in het bezette gebied enkele excessen plaatsvinden?”
Na Klemms vertrek houdt August Schneider een politieke discussie met zijn vader; hij gelooft niet dat er nog zoiets als een internationale arbeidersklasse bestaat. Het Duitse volk moet eendrachtig worden: „Wij zien het leven niet als uiteengehakt in werktijden en voorzien van prijslijsten, maar wij geloven aan het bestaan als één geheel. Wij allen willen in eerste instantie niet meer verdienen, maar wel: dienen. De enkeling is een bloedlichaampje in de bloedbaan van zijn volk.” Hij verwijt zijn vader dat hij per slot van rekening ooit zelf een revolutionair was: „Wij jongeren die achter Schlageter staan, wij staan niet achter hem omdat hij de laatste soldaat van de Wereldoorlog is, maar omdat hij de eerste soldaat van het Derde Rijk is!!”

### Derde bedrijf
Het derde bedrijf speelt opnieuw in de studentenkamer van Schlageter; ditmaal hangen overal landkaarten en wordt een aanslag voorbereid. Hausser speelt op zijn accordeon en zingt een schunnig liedje. Übernitz wil gaarne een Franse trein opblazen, maar Schlageters bezwaar is dat er Duitse gijzelaars aan boord zullen zijn. Übernitz overtuigt hem uiteindelijk dat deze Duitsers dan maar opgeofferd moeten worden; tenslotte gaat het om Duitsland, niet om individuen. Het gezelschap plant de aanslag minutieus. In een als komisch bedoelde scène verkleedt Übernitz zich als Belgisch soldaat-milicien; hij vraagt of iemand soms een ansichtkaart wil. Hij moet ter hoogte van Aken in een trein stappen, een bom met een tijdschakelaar achterlaten en uit de trein springen, net voordat deze over een brug zal rijden die van een springlading voorzien is.
August Schneider, de zoon van de socialistische president, heeft zich bij de aanhangers van Schlageter vervoegd: er zijn bij wijze van spreken geen politieke partijen meer; er is alleen nog de partij Duitsland. Schlageter ondervraagt August over zijn beweegredenen; zij geven elkaar de hand en zeggen voortaan du tegen elkander. Politieke associatie is irrelevant. Het enige wat telt in het leven is kameraadschap. Dan volgt nog een pathetische scène waarin Alexandra op Schlageter tracht in te praten. Schlageter wil eigenlijk niets liever dan bevelen gehoorzamen, en aangezien generaal X hem niet wilde commanderen, vraagt hij Alexandra of zij hem dan misschien het bevel wil geven om tot actie over te gaan. „Mijn privéleven ware vaandelvlucht!! Ik ben soldaat, Alexandra! Vaandel en tent blijven de hemel boven mijn leven. Er bestaat slechts één schuld: dat is gebrek aan trouw.”
Schlageters trouwe knecht Peter komt het gezelschap inlichten dat de aanslag gelukt is en dat buiten een politieman in burger door de straat patrouilleert. Peter is als een dom en komisch personage bedoeld en vertelt enkele anekdotes.

### Vierde bedrijf
Het laatste bedrijf is in de stijl van het negentiende-eeuwse burgerlijke theater geschreven en speelt geheel in de huiskamer van Professor Thiemann, de vader van Schlageters kameraad. De professor ijsbeert door de kamer en houdt lange monologen waarin hij zichzelf de schuld geeft voor de arrestatie van Schlageter, zijn zoon en diens metgezellen. Generaal X komt binnen, evenals president Schneider, wiens zoon eveneens door de Fransen is aangehouden. Schlageters knecht Peter komt eveneens naar het huis van Thiemann en wordt vervolgens gearresteerd door een politieagent die dat met veel tegenzin doet, want ook hij is een oorlogsveteraan en is het in wezen hartsgrondig eens met de heldhaftige daden van de kliek rond Leo Schlageter.
Dan gaat de telefoon en Alexandra neemt op. Vanuit Düsseldorf komt het nieuws dat haar geliefde Schlageter door een Franse militaire rechtbank ter dood is veroordeeld. De andere bendeleden krijgen lange gevangenisstraffen. De generaal informeert de anderen dat in dit geval geen beroep mogelijk is en de president realiseert zich dat hij zich lelijk in de Fransen vergist heeft: hoe kan het dat op Duits grondgebied Frans recht wordt gesproken? De personages in de huiskamer discussiëren lang over hoe het mogelijk is dat Duitsland een dergelijke vernedering wordt aangedaan. Schlageter had gelijk: gewelddadig verzet tegen de Franse tirannie is het enige antwoord. Alexandra slaakt een kreet van wanhoop.
In de laatste scène wordt Schlageter door de Fransen terechtgesteld. Volgens de regieaanwijzingen lijkt het alsof het vuurpeloton in het publiek schiet. Schlageter zit op zijn knieën met de rug naar het publiek. Vlak voordat hij sterft, schreeuwt hij: „Duitsland!!! Ontwaak! Ontvlam!! Ontbrand! Ontbrand onheilspellend!!” Dit is een verwijzing naar het bekende lied Deutschland erwache.

## Receptie
Schlageter werd door de 'gelijkgeschakelde' pers veelal als een groots voorbeeld van volksverheffend theater beschouwd; dit kwam doordat kritiek op het nieuwe regime reeds in 1933 voor Duitse journalisten gevaarlijk was geworden. Kritische stemmen, onder meer uit liberale hoek, waren dan ook bijzonder voorzichtig. Buitenlandse recensenten voelden zich destijds nog niet belemmerd. Zo meldde de Nieuwe Rotterdamsche Courant: „Voor ons Nederlanders is dat hunkeren naar den wapenrok, naar den strijd, naar den oorlog nauwelijks te begrijpen. Maar in den Duitscher zit dat heel diep; Johst’s stuk bewijst, dat het nog dieper zit dan men vermoedde.” The New York Times merkte op dat men, teneinde van het toneelstuk te kunnen genieten, akkoord moet gaan met het beginsel dat al het goede in de geschiedenis dankzij slachtpartijen verworven werd.
Na de Tweede Wereldoorlog viel het werk van Hanns Johst uit de gratie en werd spoedig vergeten. Na afloop van zijn publicatieverbod schreef hij nog één roman, die evenwel door de literatuurkritiek geheel genegeerd werd. In 1977 werd in Lüchow-Dannenberg een kritische bewerking van Schlageter opgevoerd onder de titel Sie nannten ihn Leo. Deze opvoering werd door neonazi's onderbroken, die het podium met eieren bekogelden en vervolgens de ramen van het huis van de regisseur vernielden.